# G-парність
G-парність (ηG) — квантове число, що застосовується у фізиці елементарних частинок для опису мультиплетів, узагальнення зарядової парності.
Наприклад, піони — це триплет частинок π+, π0, π−. Із них тільки нейтральний піон π0 має зарядову парність. Однак, для сильної взаємодії заряд частинки неважливий. Тому, в процесах тільки з сильною взаємодією, весь триплет можна характеризувати одним квантовим числом {\displaystyle \eta _{G}}, що зберігається в цих процесах.
При слабкій та електромагнітній взаємодії G-парність не зберігається.